# Estación de Lancy-Pont-Rouge
La estación de Lancy-Pont-Rouge es una estación ferroviaria ubicada en la comuna de  Lancy, en el Cantón de Ginebra.

## Historia y situación
La estación fue inaugurada en el año 2002, y habiéndose acometido en el 2008 unas reformas temporales para adaptarla al aumento de la demanda a causa de la celebración de la Eurocopa 2008 al ser Ginebra una de las sedes y estar su estadio situado junto a esta estación. En el futuro, se prevé que forme parte de la red RER Franco-Valdo-Genevois, una red de trenes de cercanías que recorrerán las comunas francesas de la Alta Saboya y los cantones suizos de Ginebra y Vaud.
A la estación está situada en el barrio de La Praille, al este de lo que se conoce como Petit Lancy, otro barrio de la comuna de Lancy. En términos ferroviarios, la estación se ubica en la antigua línea que unía a Ginebra con Annemasse y Eaux-Vives, actualmente solo abierta entre Ginebra y La Praille, debido a la existencia en esa zona de varias fábricas y almacenes que sacan por tren sus productos. Tiene un único andén lateral al que accede una sola vía, aunque por la estación existe otra vía, sin contar esta con un andén.
Las dependencias ferroviarias colaterales del apeadero son el apeadero de La Praille en dirección Annemasse y la estación de Ginebra-Cornavin]], donde se inicia la línea, en dirección Ginebra.

## Servicios ferroviarios
En la estación únicamente para el tren Regio que comunica con Coppet:
- R Lancy-Pont-Rouge - Ginebra-Cornavin - Versoix - Coppet. Este servicio de trenes Regio cumple las funciones de un tren de cercanías, conectando a Coppet con Ginebra. Tiene una frecuencia de 30 minutos los días laborables, que asciende a una hora los fines de semana y festivos, con un amplio horario que comienza a las 5 de la mañana y finaliza pasada la medianoche.[1]

Habitualmente, Lancy-Pont-Rouge es el inicio de estos trayectos, pero de manera excepcional, cuando hay algún evento especial, los trenes pueden finalizar en el apeadero de La Praille, que está cerrado al público salvo en estas ocasiones.
En el futuro, está prevista la implantación de la red RER Franco-Valdo-Genevois.